# Lychnosea aganaedoea
Lychnosea aganaedoea är en fjärilsart som beskrevs av Dyar 1919. Lychnosea aganaedoea ingår i släktet Lychnosea och familjen mätare. Inga underarter finns listade i Catalogue of Life.